# Bonnay (Somme)
Bonnay è un comune francese di 248 abitanti situato nel dipartimento della Somme nella regione dell'Alta Francia.

## Società

### Evoluzione demografica
Abitanti censiti